# O show dos Tonechos
O show dos Tonechos era un programa de la Televisión de Galicia protagonizado por Roberto Vilar y Víctor Fábregas, dúo humorístico conocido como Os Tonechos. El primer programa se emitió el 18 de abril de 2005 con una cuota de pantalla del 25.8%, a partir de mayo se emitió con regularidad semanal en horario de máxima audiencia, cada programa tenía una duración de 70 minutos. El último fue el 3 de julio de 2008.
Es un programa, o serie de humor, cuya primera temporada se emitía en directo. La segunda temporada se emite los jueves en grabado.

## Historia
Al principio empezaron en el programa Luar, sobre el 2002 y después de unos tres años, el 18 de abril de 2005 hicieron su propio programa. El 3 de julio de 2008 se emitió el último programa.
Los cuatro personajes más importantes son Tonecho, Tucho, Maribel y Amadora.

## Temporadas

### 1ª temporada
La primera temporada se emitía en el programa Luar en directo. Durante la emisión del programa se les presentaba varias veces con actuaciones de alrededor de 5 minutos, a veces con invitados.

### 2ª temporada
En la segunda temporada, lanzaron su propio programa. Empezó el 18 de abril de 2005.  El programa ya no era en directo e introdujeron nuevas secciones.

### 3ª temporada
En la tercera temporada, seguiría un estilo parecido al de la segunda, con diferentes cabeceras, grafismos e incluso sustituyendo algunas secciones de la anterior temporada por otras nuevas.

### 4ª temporada
En la tercera temporada adaptaron la sección "a casa dos tonechos" al directo.

### 5ª temporada
En la cuarta temporada, hacienda les embarga la casa y se ven obligados a ir a trabajar para un marqués arruinado en un pazo típico gallego.

## Equipo
- Dirección: Evaristo Calvo[1]
- Realización: Gerardo Rodríguez
- Producción: Javier Llopis

### Guionistas
- Eligio R. Montero
- Xabier Manteiga
- Roberto Vilar
- Víctor Fábregas

### Actores y Actrices
- Roberto Vilar (Tonecho)
- Víctor Fábregas (Tucho)
- Dorotea Bárcena (Amadora)
- Mariana Carballal (Maribel)
- César Cambeiro (Marqués)
- Tonhito de Poi (Blas)
- Marcos Correa
- Roberto Gómez
- Pepo Suevos (Pepo)
- Carlos Jiménez (narrador)
- José Luis Duro